# 韓彩英
韓彩英（： Han Chae-young，1980年9月13日—），本名金志英，是一名韓國女演員。她憑著電視劇《豪傑春香》出色的演出而成為一線紅星。

## 個人生活
韓彩英從小在美國芝加哥長大，但自稱韓語和中文能力依然比英文好。她是偏左手的雙撇子。在讀大學前，與友人在諧星權有盛開的咖啡廳拍照，被她後來的第一任經紀人發掘，在完全沒有經過練習生生涯，而以《藍色生死戀》出道，其生硬演技備受批評。2007年6月4日與大四歲的企業家崔東俊舉行結婚典禮。2013年3月，在拍攝電視劇《廣告天才李太白》期間傳出懷孕喜訊，同年中剖腹產子。

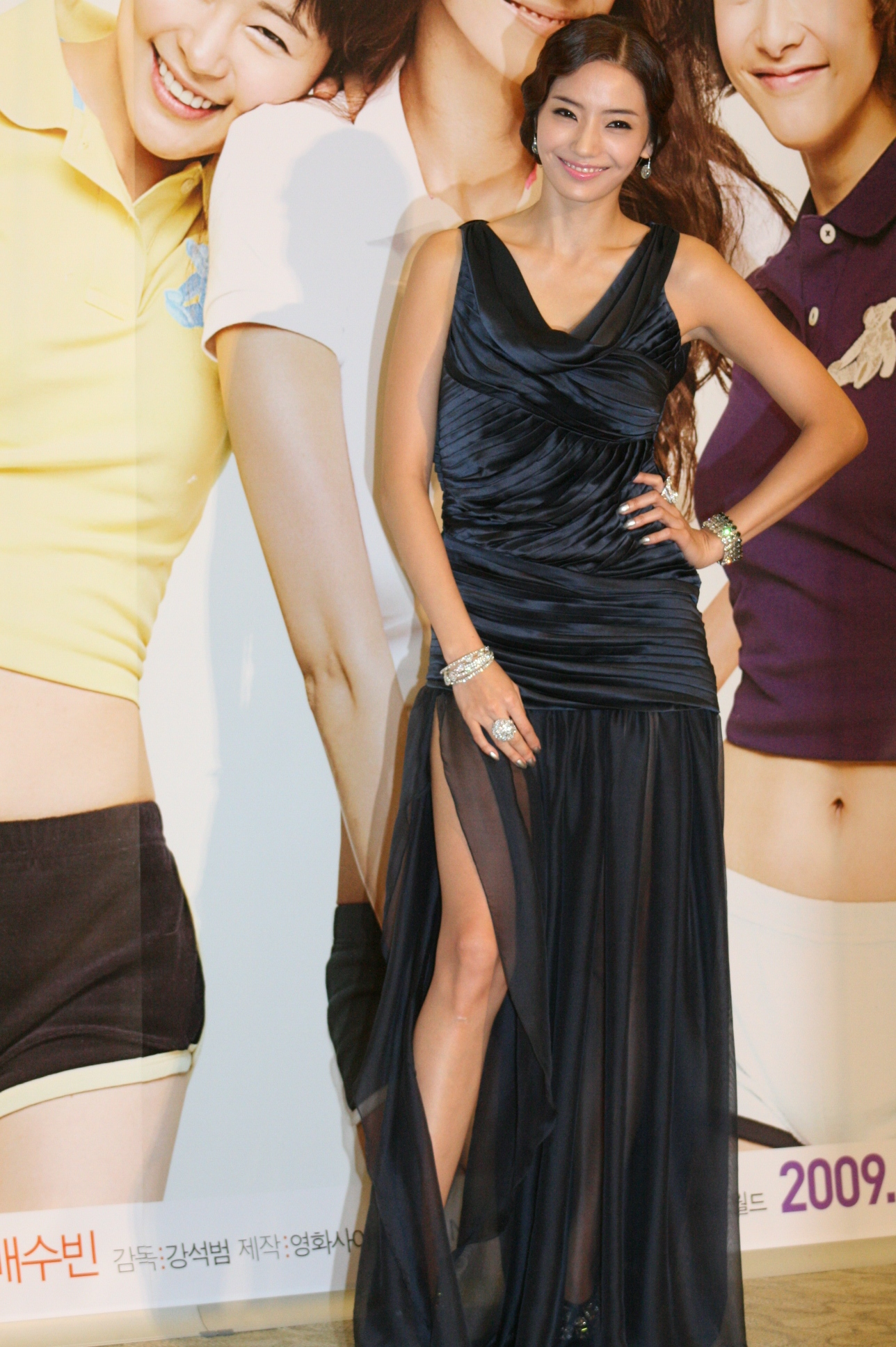
韓彩英于2009年9月17日

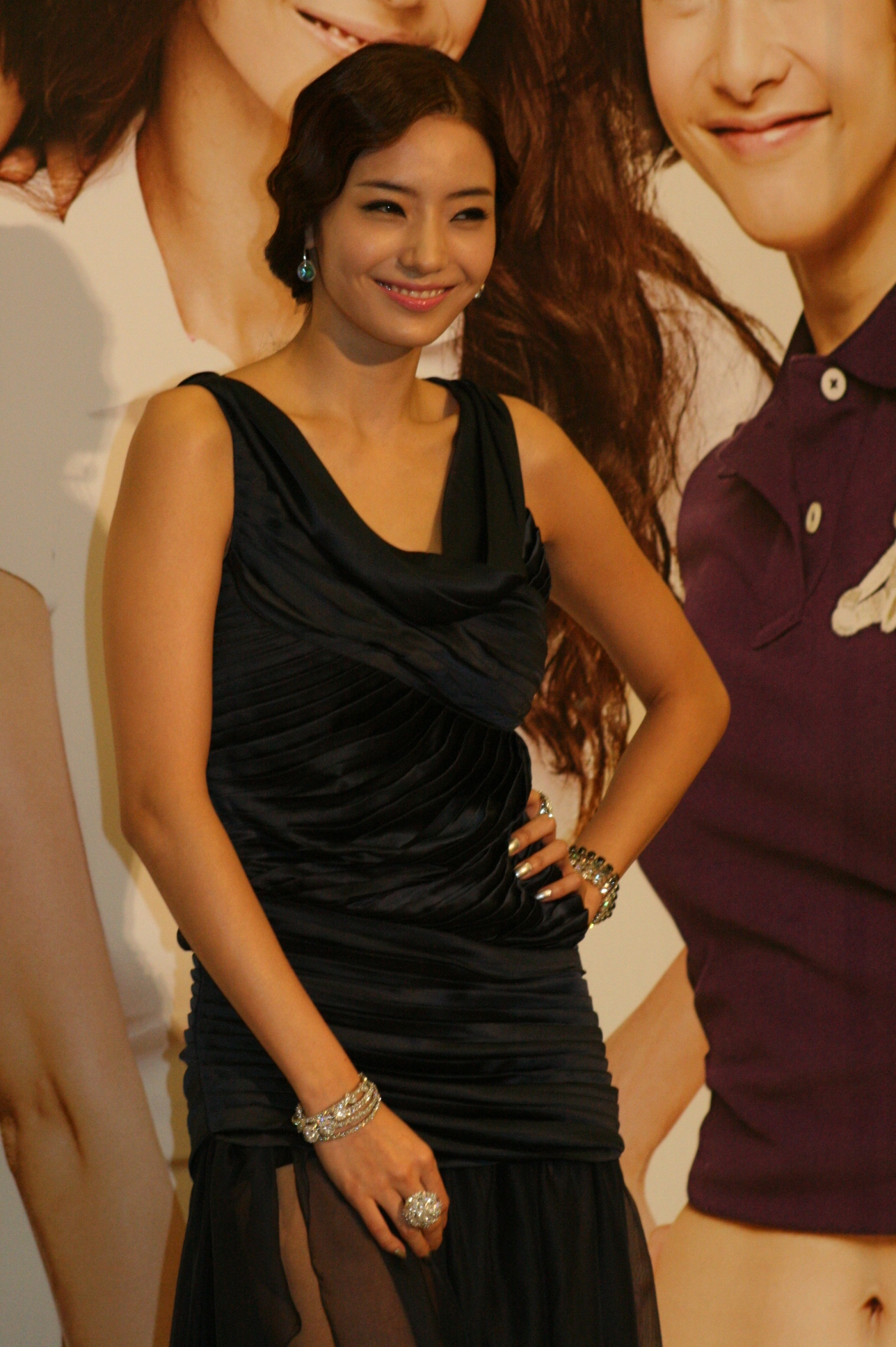
韓彩英于2009年9月17日

## 演出作品

### 電視劇
- 2000年：KBS《藍色生死戀》飾演 尹芯愛
- 2001年：SBS《父親與兒子》
- 2002年：SBS《情》飾演 俞海美
- 2004年：KBS 《北京，我的愛》飾演 鄭蓮淑
- 2005年：KBS《豪傑春香》飾演 成春香
- 2005年：SBS《威尼斯戀人》飾演 車恩在
- 2005年：SBS《我的女孩》 客串最後一集
- 2006年：MBC《火花遊戲》飾演 申娜拉
- 2008年：SBS《On Air》 客串第一集
- 2009年：KBS《花樣男子》飾演 閔書賢
- 2010年：MBC《被稱為神的男子》飾演 秦寶貝
- 2010年：韓國觀光公社《一天》（網路短劇）
- 2012年：浙江衛視《無懈可擊之藍色夢想》飾演 林薇薇
- 2013年：KBS《廣告天才李太白》飾演 高雅麗
- 2013年：深圳衛視《小兩口》飾演 于春曉
- 2013年：KBS《漂亮男人》飾演 洪宥拉
- 2016年：腾讯视频《重生之名流巨星》飾演 林萱
- 2016年：湖南广播电视台电视剧频道《1931年的愛情》飾演 尚婉婷
- 2018年：MBC《與神的約定》飾演 徐智英
- 2022年：IHQ《Sponsor》飾演 韓彩璘
- 2023年：Netflix《愛你的凱蒂》飾演 多美
- 2024年：KBS《醜聞》飾演 文正茵／文慶淑

### 電影
- 2000年：《死亡錄播》
- 2002年：《海盗舞王》（Best of my Disco）
- 2003年：《百塔牌》（汉城警事，Wild Card）
- 2007年：《现在和相爱的人一起生活吗？》飾演 蘇如
- 2008年：《愛亂伴侶》飾演出牆的昭如
- 2009年：《早安總統（英语：Good Morning President）》
- 2009年：《女朋友》飾演 晶
- 2010年：《The Influence》網路電影
- 2011年：《巨额交易》飾演 周允
- 2016年：《不速之客》
- 2017年：《鄰家明星》
- 2025年：《恶之都市》饰演 宥贞

### 綜藝節目
- 2015年—2018年：《拜託了梳妝台》主持
- 2017年：KBS《姐姐們的Slam Dunk》第二季固定成員
- 2017年—2018年：MBC《奥地的魔法师》固定成員
- 2018年：JTBC《秘密姐姐》固定成員，飾演Yeri的秘密姐姐
- 2019年：KBS W《韓彩英的精品店》主持

## 音樂作品
- 2017年5月12日：單曲《對吧？（맞지？）》、單曲《啦啦啦歌（랄랄라 송 ）》（Unnies）

## 獎項紀錄
- 2000年：被授予芭比娃娃宣传大使 （美国玩具公司Mattel颁发）
- 2003年：被授予荣誉警察中尉 （韩国国家警察局颁发）
- 2005年：被授予“春香节”宣传大使/南原市荣誉市民（南原市颁发）
- 2005年：被授予国税厅宣传大使 （国税厅颁发）
- 2005年：获颁最适合珠宝的艺人（韩国国际贸易协会颁发）
- 2005年：KBS演技大赏－最受欢迎女星、最佳情侣（与 在喜）
- 2007年：第22届韩国年度最佳着装奖
- 2008年：亚洲模特儿奖－模特明星奖
- 2009年：安德烈金－最佳明星奖
- 2010年：亚洲模特儿奖－模特明星奖
- 2011年：中国大陸华娱卫视－亚洲10大红人
- 2011年：《时尚COSMO》年度最佳气质造型大奖
- 2011年：中国大陸时尚大典－星光奖
- 2011年：中国大陸2011国剧盛典－年度网络最受欢迎海外演员
- 2017年：台灣「2017韓國品牌&韓流商品博覽會」台北站宣傳大使[3]
- 2017年：MBC演藝大賞Variety部門最佳新人獎

## 外部連結
- 韓彩英的Instagram帳戶
- 韓彩英在NAVER上的资料
- 韓彩英在Daum上的资料